# وارن غولدستاين
وارن غولدستاين (بالإنجليزية: Warren Goldstein)‏ هو حاخام جنوب أفريقي، ولد في 1971 في بريتوريا في جنوب أفريقيا.